# Sollasina
Sollasina (лат.) — род вымерших иглокожих класса Ophiocistioidea. Их ископаемые остатки известны с силура по девон (433,4—387,7 млн лет назад). Они обнаружены на территории Великобритании и Польши. Как и современные морские ежи, это были медленно ползающие донные животные.

## Виды
На ноябрь 2023 род включает 3 вида:
- † Sollasina cthulhu Rahman et al., 2019
- † Sollasina westfalica Richter, 1930
- † Sollasina woodwardi (Sollas, 1899)typus